# دوغ سميث (لاعب هوكي الجليد أمريكي)
دوغ سميث (بالإنجليزية: Doug Smith)‏ هو لاعب هوكي الجليد أمريكي، ولد في 27 ديسمبر 1964 في هانوفر في الولايات المتحدة.

## وصلات خارجية
- دوغ سميث على موقع HockeyDB.com (الإنجليزية)